# Бодуэн I де Гин
Бодуэн I (фр. Baudouin Ier de Guînes; ок. 1038 — апрель 1091) — граф Гина с не позднее чем 1065.
Сын Эсташа де Гина и Сюзанны де Гермин (де Грамин). Наследовал отцу между 1060 и 1065 г.
В 1070 г. в войне за Фландрское наследство поддержал Роберта Фризского против другого претендента — Арнуля III.
В 1084 г. Бодуэн I и Ангерран де Лилле совершили паломничество в Сант-Яго-де-Компостеллу. На обратном пути они заболели и обратились за врачебной помощью в аббатство Шарру. После излечения они пообещали основать аббатства в своих владениях. Так легенда описывает происхождение аббатств в Сен-Медар д’Ардр и Гам.
Жена — Адель Кретьен Голландская (1045—1085), дочь графа Голландии Флориса I. Дети:
- Жизель (Гилетта), муж — Венемар де Ган (1070—1120), бургграф Гента
- Адель (Аликс) (ок. 1080—1142), муж — Жоффруа IV, сеньор Семюра и Брионнэ
- Манассе (Роберт) (1075—1137)
- Фульк, граф Бейрута
- Ги, граф Форе
- Гуго, архидиакон